# Сёдзё (мифология)

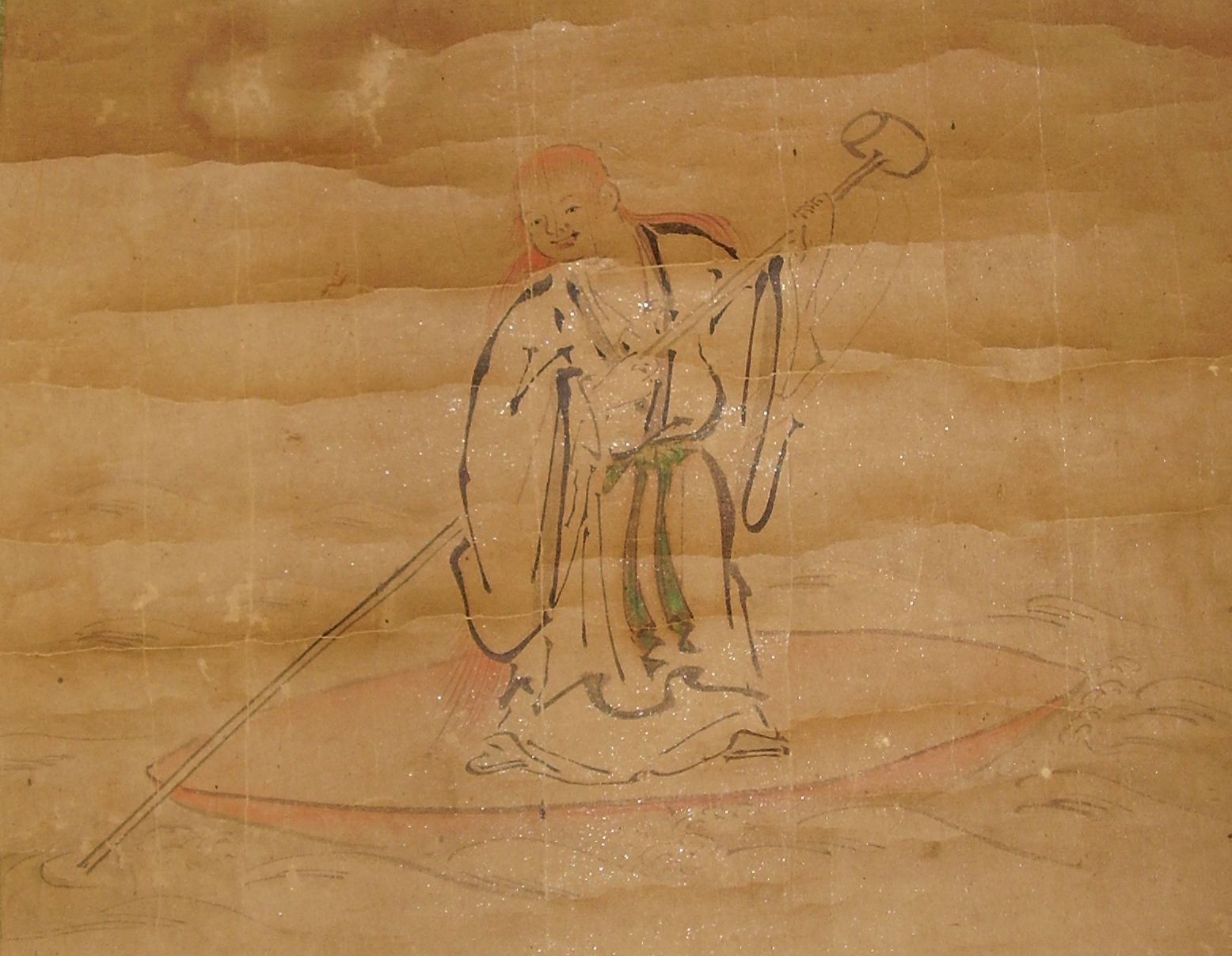
Гигант сёдзё, стоящий на чаше сакэ и держащий в руке черпак на длинной ручке. Изображение периода Эдо.

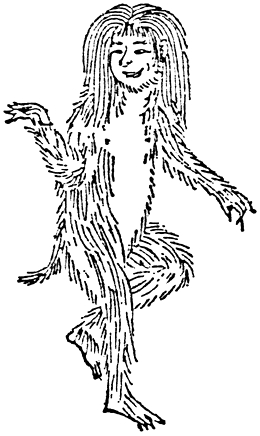
Изображение сёдзё из Вакан сансай дзуэ (和漢三才図会, わかんさんさいずえ), японской энциклопедии периода Эдо (1712)

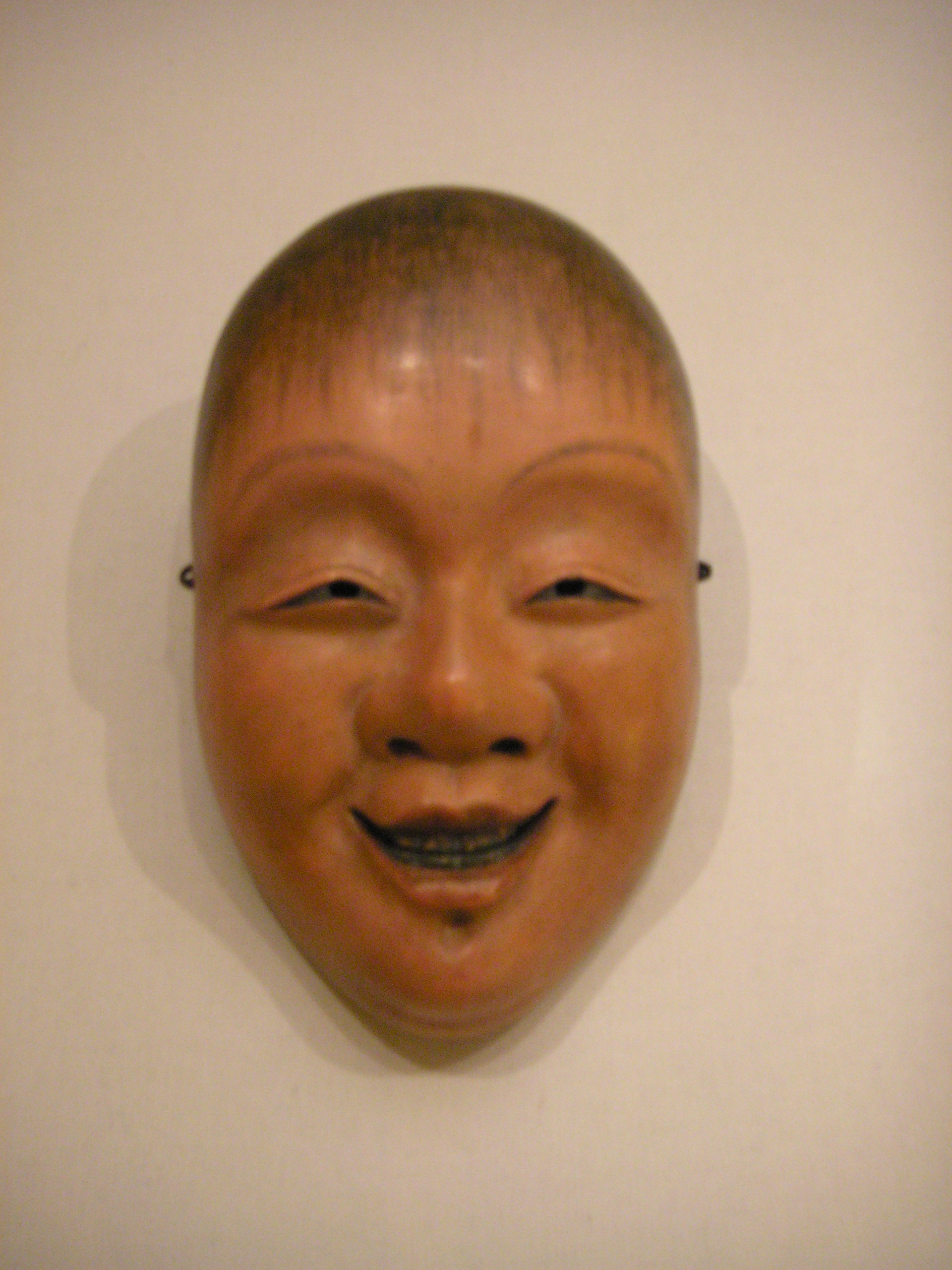
Сёдзё — маска театра Но

Сёдзё (яп. 猩猩) — в японской мифологии морской дух, или чудовище с ярко-рыжими волосами, большой любитель алкоголя — священного белого сакэ в больших количествах. Священное сакэ дарит сёдзё бессмертие, а людям — молодость, однако для алчных и себялюбивых людей оно становится ядом.
В некоторых источниках Сёдзё описываются как существа мужского пола, имеющие вид мальчиков-подростков. У них ярко-красные или рыжие, невероятно густые волосы спускающиеся до самых пят, в которых заключена великая сила этого морского духа; красное или алое лицо, и одежда красного или золотого цвета; в руках черпак на длинной ручке, в котором всегда есть сакэ. Сёдзё постоянно пританцовывают. Сёдзё появляется на морском берегу и старается опоить встречного рисовой водкой-сакэ, не интересуясь, что будет с его жертвой потом: упадет ли он в море или останется на берегу.